# Alfraganus (cràter)

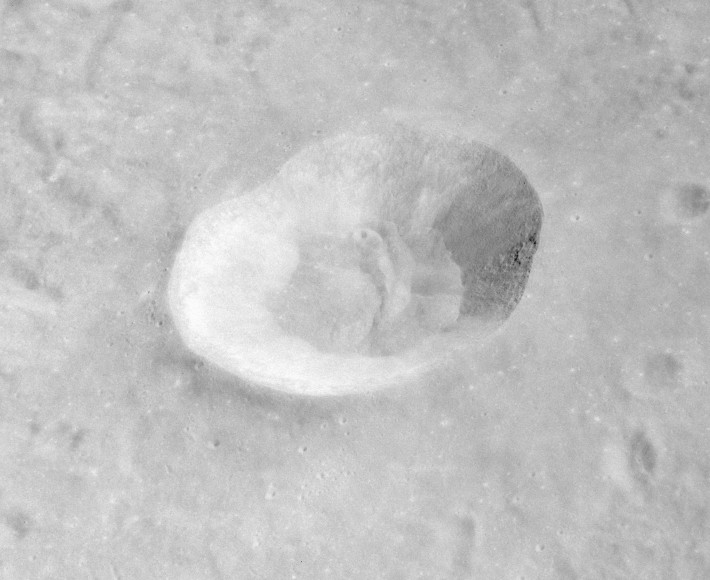
Oblique view of Alfraganus from Apollo 16 Metric Camera

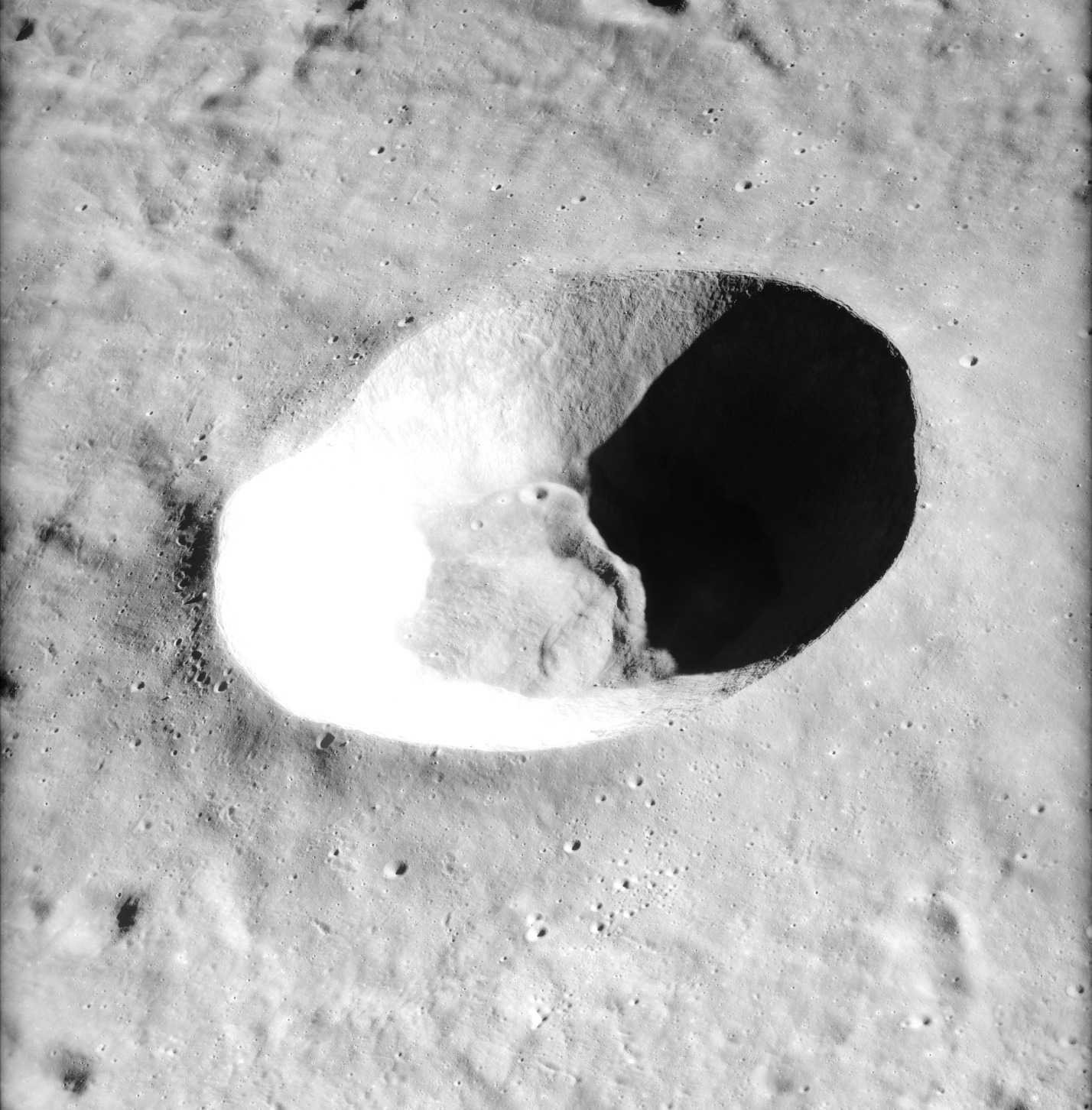
Oblique view of Alfraganus from Apollo 16 Panoramic Camera

Alfraganus és un petit cràter lunar que es troba a la regió accidentada de les terres altes al sud-oest del Mare Tranquillitatis. Té el nom de l'astrònom persa Alfraganus. Al nord-oest d'Alfraganus és el cràter Delambre, i al sud es troba la irregular Zöllner. La vora d'Alfraganus és circular i conserva una vora punxeguda que no ha rebut una quantitat important de desgast a causa dels impactes posteriors. El sòl interior té aproximadament la meitat del diàmetre del cantó.

## Cràters satèl·lits
Per convenció, aquestes característiques s'identifiquen en els mapes lunars localitzant la lletra en el punt mitjà de la vora del cràter que es troba més proper a Alfraganus.
| Alfraganus | Latitud | Longitud | Diàmetre |
| ---------- | ------- | -------- | -------- |
| A          | 3.0° S  | 20.3° E  | 13 km    |
| C          | 6.1° S  | 18.1° E  | 11 km    |
| D          | 4.0° S  | 20.1° E  | 8 km     |
| E          | 4.6° S  | 19.0° E  | 4 km     |
| F          | 3.5° S  | 20.8° E  | 9 km     |
| G          | 2.6° S  | 21.2° E  | 6 km     |
| H          | 4.4° S  | 19.1° E  | 13 km    |
| K          | 5.3° S  | 19.5° E  | 4 km     |
| M          | 5.6° S  | 19.6° E  | 3 km     |